# Víctor García Verdura
Víctor García Verdura   (Sant Iscle de Vallalta, 12 d'octubre de 1994) és un àrbitre de futbol català que pertany al Comitè Tècnic d'Àrbitres de Federació Catalana de Futbol i que xiula a la Primera divisió espanyola d'ençà de la temporada 2023-2024.